# Damianus van Afrika
Damianus was een Romeins soldaat en martelaar, die vermeld wordt in het zesde-eeuwse Martyrologium Hieronymianum en in de actuele Martyrologium Romanum. Zijn feestdag wordt gevierd op 12 februari.

## Biografie
In sommige versies van de Martyrologium Hieronymianum, met name de Bernse en Wissemburgse, wordt de plaats van zijn martelaarschap Afrika genoemd. In de versie van Echternach wordt de locatie gespecificeerd tot Alexandrië, in het huidige Egypte. Wat in alle versies gelijk is, is dat Damianus een Romeinse soldaat was die gedood werd omwille van zijn geloof. Sommige versies vermelden ook de namen van twee kinderen, Modestus en Ammonius.
De Belgische hagiograaf Hippolyte Delehaye suggereerde dat deze Damianus dezelfde zou kunnen zijn als Sint-Damianus, de tweelingbroer van Sint-Cosmas. Het feit dat de Afrikaanse Damianus een soldaat is en de andere een arts is tegenstrijdig. De hypothese wordt wel gesterkt door de wijding van de door keizer Justinianus gebouwde basiliek van Sint-Cosmas en Sint-Damianus in de stad Attilia, in Pamfylië, op 12 februari.